# Troglohyphantes affirmatus
Troglohyphantes affirmatus là một loài nhện trong họ Linyphiidae.
Loài này thuộc chi Troglohyphantes. Troglohyphantes affirmatus được Eugène Simon miêu tả năm 1913.